# Triade (godsdienst)

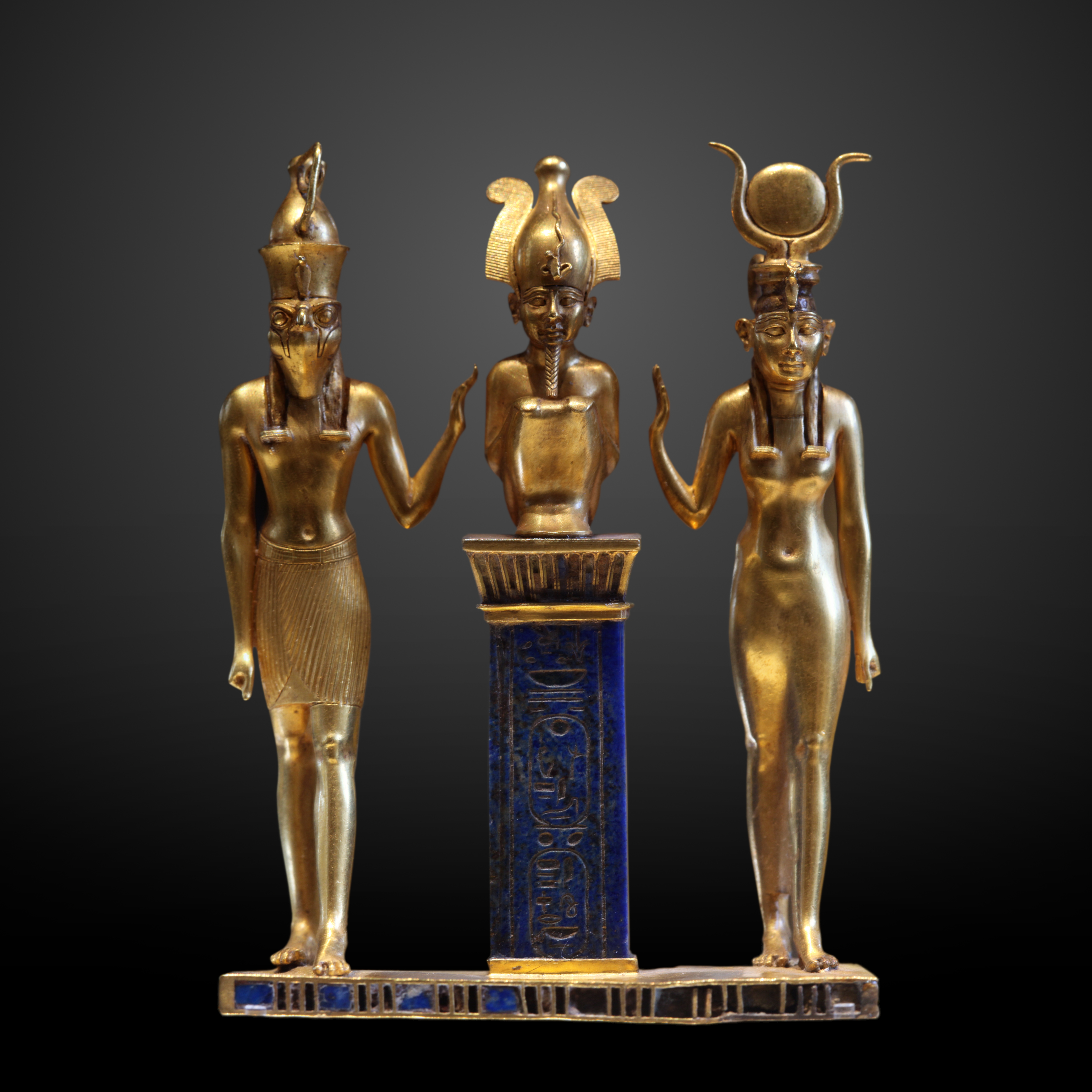
De triade van Heliopolis: v.l.n.r. Horus, Osiris en Isis

Een (goden)triade, trias, triniteit of drie-eenheid is een groep van drie nauw bij elkaar horende goden, bijvoorbeeld de drie belangrijkste goden van een bepaald centrum.
Deze drie-eenheid kon drie hoofdaspecten van een uniek principe weergeven (bijvoorbeeld scheppend-instandhoudend-vernietigend), een familiale verhouding (bijvoorbeeld vader-moeder-kind), of een functionele samenhang weerspiegelen (bijvoorbeeld zon-maan-morgenster), maar ook bestaan uit verschillende goden die in feite weinig met elkaar te maken hadden. Soms fungeert een van de drie goden als hoofdgod, of zelfs als al-god.
De heilige drie-eenheid of triniteit van het christendom wordt door christenen strikt genomen niet als een triade gezien, omdat het daar gaat om drie Personen: Vader, Zoon en Heilige Geest, die behoren tot één goddelijk Wezen. Of het mannelijke en vrouwelijke principe, die samen God vormen. Er is ook de drie-eenheid Anna (moeder van Maria), Maria en kindje Jezus met wereldbol: Sint-Anna te Drieën. Hetzelfde kan gezegd van de hindoeïstische triade (trimurti), bestaande uit de drie goddelijke aspecten Brahma, Vishnoe en Shiva.
Triaden komen in veel polytheïstische godsdiensten voor. Ze zijn ontstaan óf door traditie óf door theologische bezinning, als uiting van een zekere tendens tot "monotheïseren". Een mogelijke verklaring voor dit gebruik is ook dat het getal drie in vele culturen een magische betekenis had.

## Egyptische oudheid

Symbool voor de vrouwelijke triade, Wassende maan, Volle maan en Afnemende maan

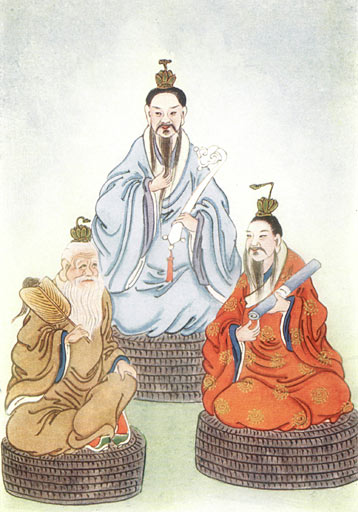
Taoïstische triade

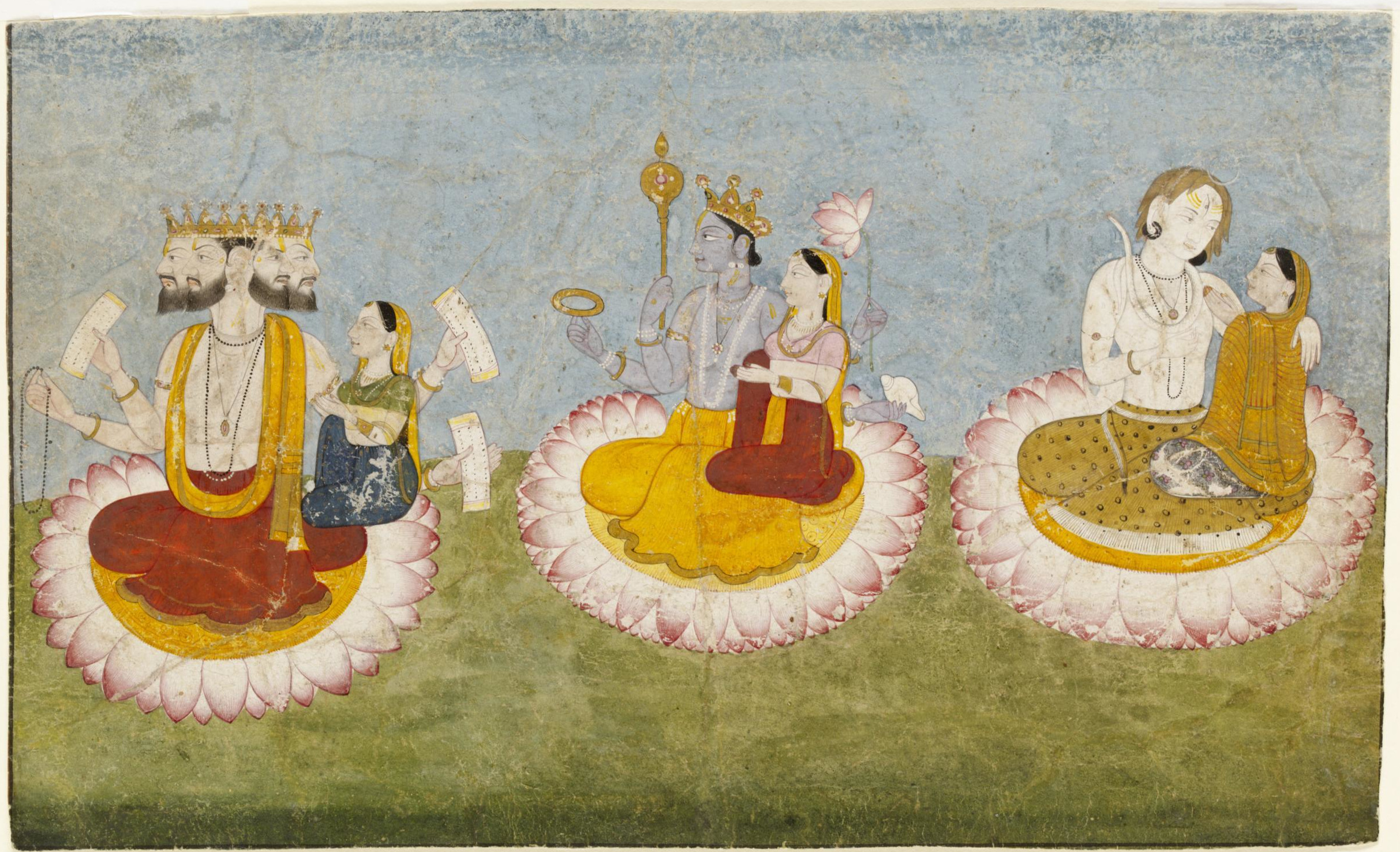
Trimurti uit het hindoeïsme

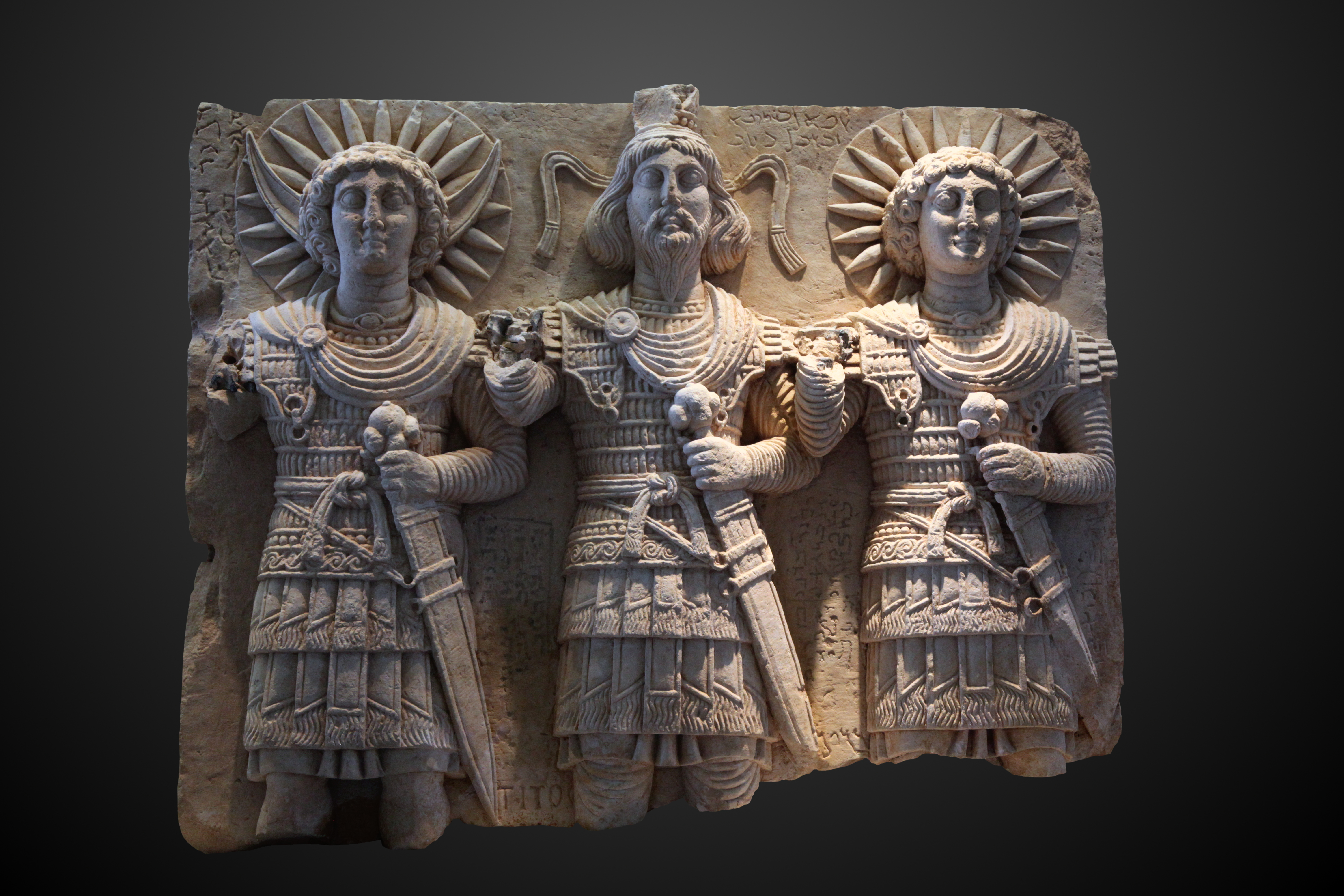
Triade uit Syrië

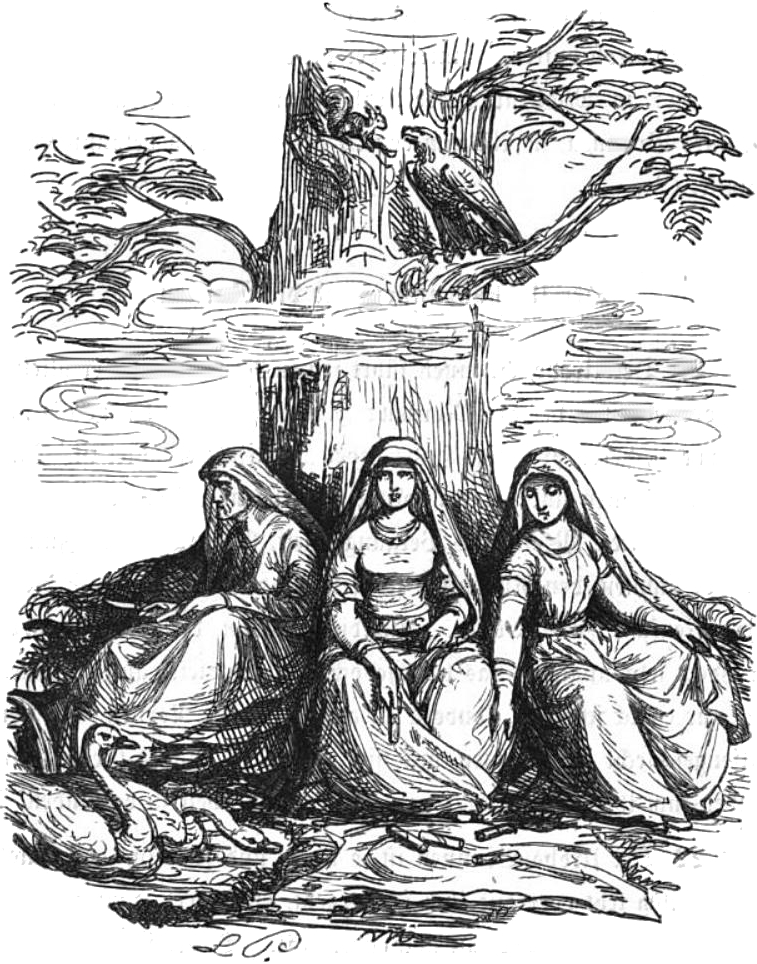
De drie nornen uit de Noordse mythologie

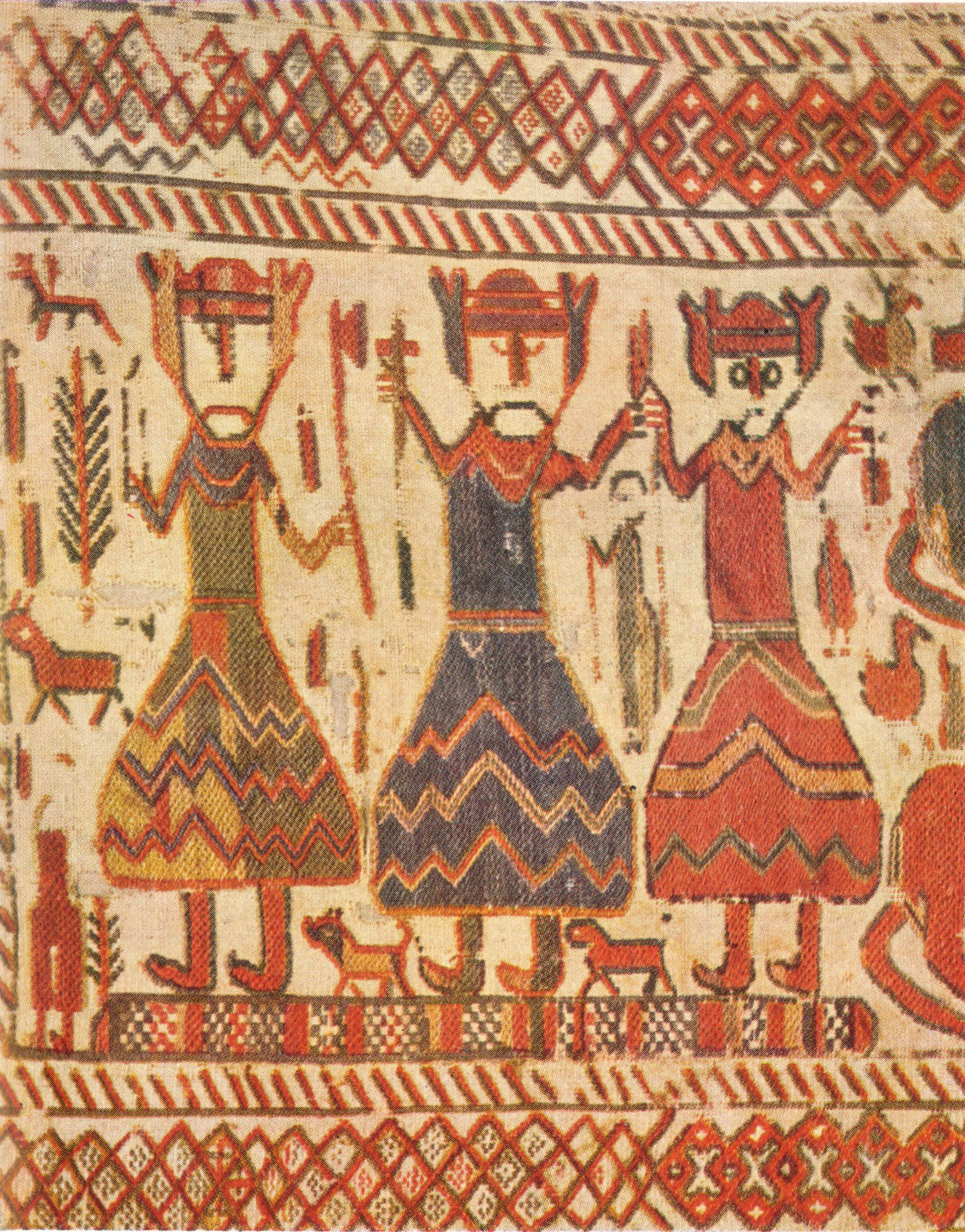
Odin, Thor and Freyr of drie christelijke koningen, 12e eeuw

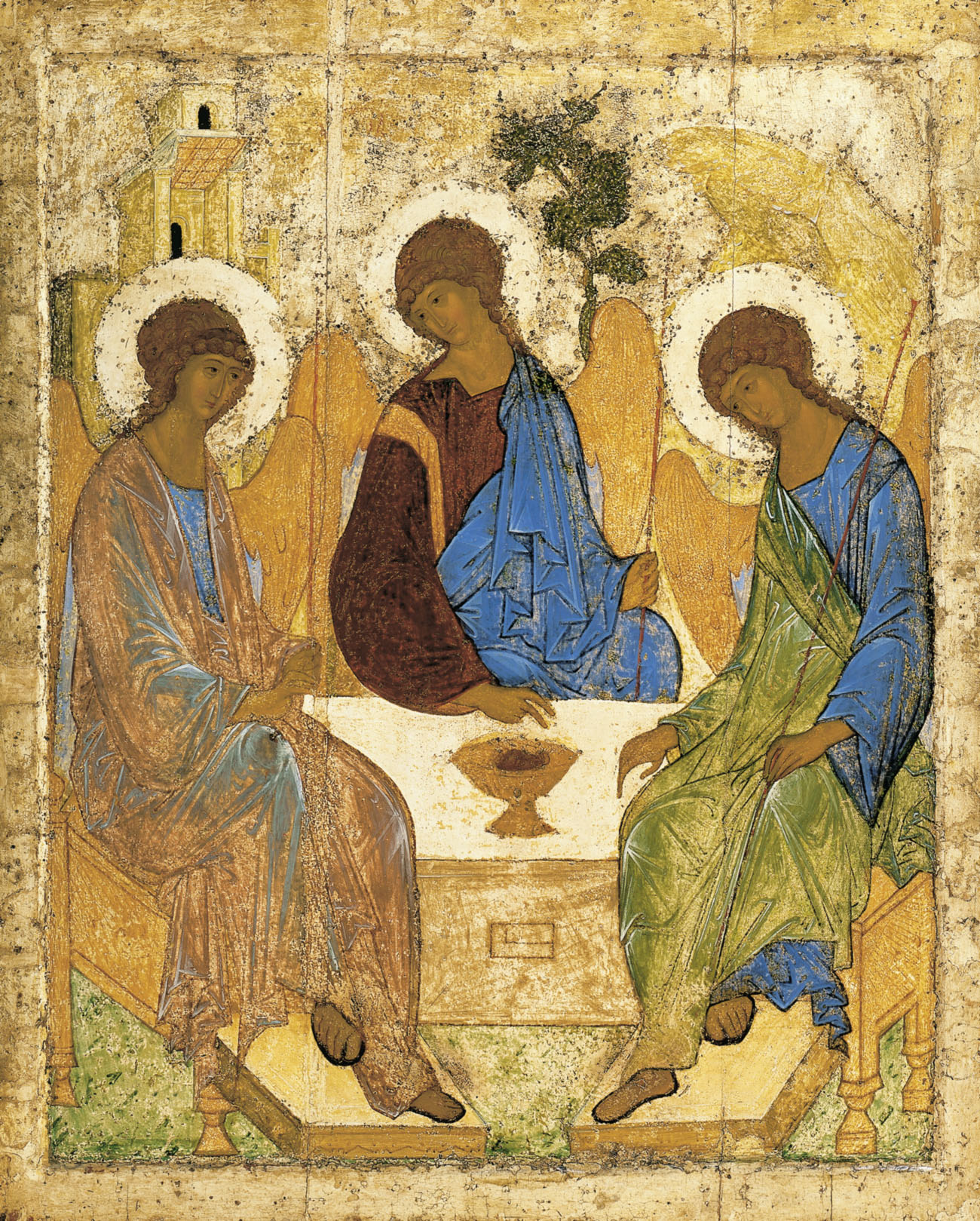
De drie engelen, of oudtestamentische Triniteit (Genesis 18)

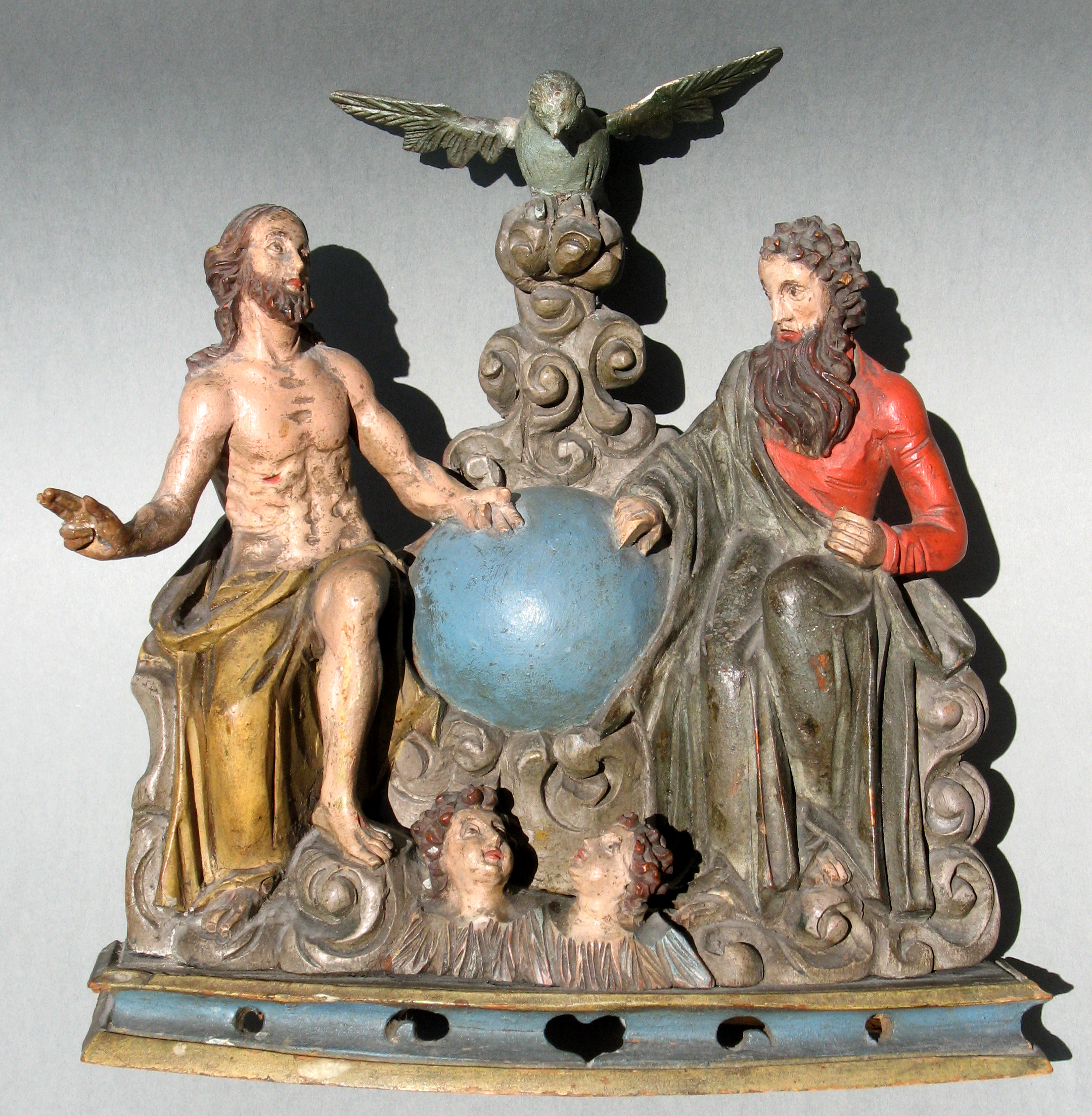
De Heilige Drie-eenheid, 18e eeuw

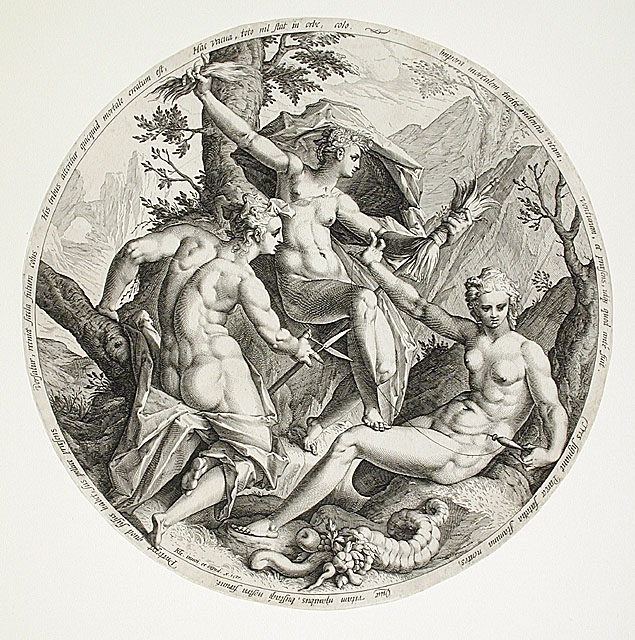
Moira, een drievoudige schikgodin

De godentriade was erg populair in de Egyptische mythologie. Er waren verschillende steden die een triade hadden: Thebe, Elephantine, Heliopolis en Kom Ombo. In latere tijden kwam het voor dat drie goden met een ramskop op sarcofagen afgebeeld waren.

### Elephantine
De driegroep in Elephantine was minder populair dan die van Thebe maar genoot lokaal veel aandacht. De triade bestond net zoals Thebe uit een vader-moeder-kind-principe:
- Chnoem (de oppergod, schepper)
- Satet (De moeder, Nijlgodin)
- Anoekis (kind-god, gazellegodin)

### Heliopolis
In de late periode, tijdens de Romeinse overheersing, werd de triade van Heliopolis erg populair en waren een van de goden van het Romeinse rijk. Waar Isis en Horus model stonden voor het latere Maria-Christus beeld. De triade was eigenlijk een extract van de Heliopolitaanse Enneade. Het bestond uit:
- Osiris of Asir (de vaderfiguur, eerste mythische koning)
- Isis of Aset (de moeder, godin van de magie)
- Horus of Hor (kind-god, god van de horizon)

### Kom Ombo
In de stad lag een tempel die aandacht schonk aan twee triades. Deze triades werden in de Late tijd en in de Ptolemaeese periode vereerd. De triades waren alleen lokaal bekend, waarvan een belangrijke god aan het hoofd stond.
De tempel is redelijk uniek in zijn soort en zijn eigenlijk twee tempels aan elkaar vastgemaakt. Het gaat hier om:
- Haroëris (de vaderfiguur)
- Tasetneferet (de moeder)
- Panebtawi (kind-god; ook de heerser van Egypte vert. de heerser van beide landen)

en:
- Sobek (de vaderfiguur; god van de Nijl en 1e cataract/stroomversnelling)
- Hathor (de moeder god)
- Chons (kind-god, maangod)

### Thebe
De triade van Thebe werd ongekend populair in het middenrijk, nieuwe rijk en derde tussenperiode. Zo populair dat ze hoorden bij de staatsgodsdienst (de godsdienst die de farao aanhing). Deze goden hadden hun eigen priesters waarvan de 1e hoofdpriester van Amon-Re na het nieuwe rijk de machtigste man werd van Egypte. De triade bestond uit:
- Amon-Ra (de vaderfiguur, tevens "de ongrijpbare")
- Moet (moeder-god, oorlogsgodin)
- Chons (kind-god, een maangod)

## Hindoes
In het Hindoeïsme kent men de Trimurti en Tridevi, de drie belangrijkste aspecten van Ishvara (God). Deze drie-eenheid bestaat uit Brahma (de schepper), Vishnoe (de instandhouder) en Shiva (de verwoester). Als Tridevi zijn deze drie eenheden Sarasvati, Lakshmi en Parvati, drie gepersonifieerde hoedanigheden worden beschouwd als de drie voornaamste aspecten van de ene God. Het zijn ook de drie voornaamste hoedanigheden van de hele kosmos: ontstaan, instandhouding en vergaan. Ze hebben hun equivalent in de drie guna's. Globaal zijn deze drie in evenwicht, maar plaatselijk en tijdelijk overheerst beurtelings het ene of het andere aspect.

## Griekse oudheid
De Griekse mythologie kende de godentriade Demeter, Dionysos en Persephone. Ook Kore (wassende maan), Demeter (volle maan) en Hekate (afnemende- en donkere maan) en Zeus (vader), Leto (moeder) en Apollon (zoon) vormden een drie-eenheid.

## Etrusken
De triade was een belangrijk concept in de Etruskische mythologie; zo had je de goden Tinia, Uni en Menrva, die vergelijkbaar waren met Jupiter, Juno en Minerva bij de Romeinen en Zeus, Hera en Athena bij de Grieken.

## Kelten
De Keltische mythologie kende ook verschillende godentriaden, waaronder de triade van de oorlogsgodin die soms collectief als de Mórrígan genoemd wordt. Deze bestaat uit:
- Macha
- Badb, (aaskraai)
- Nemain, (krijgsfurie)

Soms ook wordt de Mórrígan als individueel onderdeel van een triade genoemd, samen met Macha en de Badb.
Dagda is bekend als Eochaidh Ollathair' (Al-vader), Aedh (Vuur) en Ruadh Rofessa (De Rode Heer van Kennis).
Een andere triade is die van de drie godinnen van de Tuatha Dé Danann die de zonen van Míl Espáine begroeten. Hun namen worden thans in poetische context gebruikt om het eiland Ierland mee aan te duiden.
- Banba
- Fódla
- Eriu

De Galliërs kenden onder andere de triade Esus-Teutates-Taranis.

## Romeinen
In de Romeinse godsdienst hebben we oorspronkelijk Jupiter-Mars-Quirinus (Indo-Europese godentrias) en later de patricische Capitolijns-Etruskische godentrias Jupiter-Juno-Minerva (cf. Tinia-Uni-Menrva) en plebejisch gehelleniseerde godentrias Ceres-Liber-Libera (cf. Demeter-Dionysos-Persephone)

## Indo-Europese godentrias
De Indo-Europese godentrias is een theorie ontwikkeld door Georges Dumézil, die gelijkenissen zag tussen de godentriaden in vele Indo-Europese culturen. De Indo-Europese godentrias zou de drie maatschappelijke lagen vertegenwoordigen: de heersende klasse, de krijgersklasse en de boerenklasse. Deze hypothese is omstreden.

## Overig
- In Siberië kennen de Jakoeten Itchita (aardgodin, bescherming tegen ziekten), Ynakshyt (beschermer van het vee) en Ajysyt (staat vrouwen bij in het kraambed en waakt over kinderen). Zij zijn aspecten van de moedergodin.
- In de Noordse mythologie bestaan Trudgälmer (ondersteunende kracht), Orgälmer (uitstotende kracht, schepper) en Bärgälmer (oogst van een leven).